# Замок Атенрай
Замок Атенрай (англ. Athenry Castle) находится в одноимённом ирландском городе в графстве Голуэй.

## История замка
Во второй половине XII века часть территории Ирландии была завоёвана англо-норманнами, потомками воинов Вильгельма Завоевателя, которые веком ранее покорили Англию. В 1178 году один из них, Пьер де Бермингем, получил титул барона Атенрая, а в 1235 году лорд Коннахта Ричард де Бурго пожаловал его потомку, Мейлеру де Бермингему, 2-му барону Атенрая, право построить на своих землях замок. К 1240 году барон не только построил замок, но и основал вокруг него город с торговой площадью и церковным приходом.